# Treehouse of Horror XXII
«Treehouse of Horror XXII» (укр. «Хатка жахів. Геллоуїн із Сімпсонами XXII») — третя серія двадцять третього сезону мультсеріалу «Сімпсони», прем'єра якої відбулась 30 жовтня 2011 року у США на телеканалі «Fox».

## Сюжет

### Вступ
На Хелловін діти Сімпсонів повертаються з додому із купою солодощів. Мардж, як Відьма-Підмінялка, замінює їхні солодощі овочами. Наступного ранку вона каже Гомеру віднести солодощі до штабу для відправки американських солдат.
Однак, Гомер йде проти цього і їде до гори цукерконаминання, щоб з'їсти їх. Раптово він падає у каньйон, потрапляє під валун, і ледве дотягується до мішка із солодощами. Гомер телефонує на 911, де йому кажуть почекати 20 хвилин. Однак він вирішує, що це занадто довго, і прогризає собі руку, щоб звільнитися. Йому вдається звільнитися і відкрити мішок, але виявився, що в ньому повно овочів, які підмінили діти. У цей час діти Сімпсонів вдома наминаються солодощі. Барт з'їдає жуйки, з яких у роті утворюється напис «Treehouse of Horror XXII».

### The Diving Bell and the Butterball (укр.Скафандр і товстун-метелик)
Гомер прокидається паралізований… Він згадує, що, коли прикрашав будинок до Хелловіну, то дістає прикрасу у формі павука. Однак, павук (чорна вдова) виявився справжнім і вкусив його. В результаті, Гомер не може рухатися або говорити…
Ліса читає йому «Братів Карамазових», але Гомеру це не подобається, що він проявляє… пускаючи гази. Коли Лісу вражає новий «спосіб комунікації» батька, вона допомагає Гомеру сказати Мардж, як він її любить.
Згодом Гомера знову кусає інший павук — радіоактивний. У Гомера (все ще паралізованого) з'являються надздібності Людини-павука. Зупинивши грабіжників банку, Гомер разом з Мардж разом відлітають на «дупопавутині» на захід сонця…

### Dial D for Diddly (укр.Сміливенько дзвоніть Недичку)
Нед Фландерс чує голос Бога, що наказує йому вбивати певних людей. Фландерс стає серійним вбивцею, і його цілі — вороги Гомера Сімпсона. Той використовував мікрофон у Біблії, щоб дурити Неда. Коли ж Фландерс про це дізнається, він лютує і прагне вбити Гомера. Однак, Гомер говорить, що не боїться, бо Бога не існує, і як доказ підпалює Біблію…
Несподівано з'являється Бог і задушує Гомера до смерті. Мардж благає Бога, щоб той зробив все, як було, але той каже, що боїться цим розсердити Диявола, який також з'являється. Нед гадає, що гірше вже бути не може, однак з пекла з'являється померла дружина Фландерса, Мод, яка виявляється коханкою Диявола…

### In the Na'Vi (укр.Серед На'Ві)
В майбутньому, на планеті Ріґель 7 війська людей планують отримати для клоуна Красті кумедніум — рідина, яка змушує сміятись над будь-чим. Барта і Мілгауса трансформують у тіла ріґеліанців, щоб налагодити контакт з тубільцями та знайти кумедніум.
Зрештою Барт закохується у прибульця на ім'я Камала, яка від нього вагітніє. З'ясовується, що кумедніум використовується місцевими жителями, щоб зменшити перепади настрою у вагітних, і хлопцям-землянам показують, звідки його беруть ріґеліанці — зі священних секрецій Королеви. Дізнавшись про це, Мілгаус одразу насилає на місце людські війська попри заборону Барта. Розпочинається війна проти ріґеліанців та природи. В результаті, тубільці перемагають. На згарищі Камала і її батьки, Канг і Кодос, кажуть, що вони віддали б кумедніум, якби земляни просто попросили…

## Закінчення
Наприкінці серії, під мелодію «Carol of the Bells» виходять всі персонажі епізоду, і говорять про підготовку до Різдва. Мардж каже, що через сплетений власноруч светр 27 американців втрачають роботу. Згодом з'являється дід Сімпсон у чорній пачці, і питає, коли ж зроблять пародію на «Чорного лебедя», однак всі відмовчуються…

## Виробництво
Для реклами епізоду мережа ресторанів «Burger King» випустила серію з 10 іграшок, які пов'язані із серією. Серед персонажів: Гомер, містер Бернс, Меґґі, Сверблячка, Барт, Мардж, Канг, Ліса, продавець коміксів і Мілгаус.

## Цікаві факти і культурні відсилання
- На початку вступу сім'я Сімпсонів одягнена у хелловінські костюми, що містять культурні відсилання:
  - Меґґі виходить з Бартового костюму астронавта, вдягнена, як Чужий. Сцена виходу є відсиланням до однойменного фільму 1979 року[2];
  - Гомер вдягнений як доктор Мангеттен із супергеройського фільму «Хранителі» 2009 року[3].
- Альпініст і запрошена зірка в ролі диспетчера 911 Арон Ралстон сам придумав своє власне страшне ім'я у кінцевих титрах — Арон «Я дав свою праву руку, щоб бути у „Сімпсонах“» Ралстон (англ. Aron «I gave my right arm to be on „The Simpsons“» Ralstump)[4][5].
  - Це є відсиланням до інциденту, коли у травні 2003 року під час штурму одного зі схилів у штаті Юта Ралстон був вимушений самостійно ампутувати передпліччя правої руки[5].
  - Сцена є пародією на фільм «127 годин» 2010 року, який було знято на основі інциденту Ралстона[2].
  - У вступі Гомер так само самотужки «відгризає» собі праву руку, щоб звільнитись.
- Перший сегмент є пародією на французький фільм 2007 року «Скафандр і метелик»[3].
- Наприкінці сегмента показано «Дім акторів з інвалідністю, які грали у мюзиклі „Людина-павук: Погасити тьму“» (англ. Rest hoe for cast of «Spider-Man: Turn Off the Dark»). Це є відсиланням до багатьох нещасних випадків у процесі постановки мюзиклу, через які четверо акторів отримали травми[6].
- Назва другого сегмента є пародією на фільм 1954 року «У випадку вбивства набирайте «М»» Альфреда Гічкока.
- Сюжет сегмента є пародією на телесеріал «Декстер»[4].
  - Мелодія під час монтажу сцен вбивства Недом є початковою музичною темою «Декстера»[5].
- Сцена вбивства Патті і Сельми створена у тому ж стилі, що і короткометражки про Хитрого койота і Дорожнього бігуна[2].
- Третій сегмент є пародією на фільм «Аватар» 2009 року[4].
- Наприкінці сегменту Канг і Кодос кажуть, що «у райджелійській мові немає слів „твоє“ чи „моє“», тому їм не сподобався фільм «Твої, мої і наші»[3].

## Ставлення критиків і глядачів
Під час прем'єри серію переглянули 8,1 млн осіб з рейтингом 4.0, що зробило її найпопулярнішим шоу на каналі «Fox» тієї ночі.
Гейден Чайлдс з «The A.V. Club» дав серії оцінку C+ сказавши, що «сценаристи, схоже, не бажають глузувати з більш епатажних аспектів фільмів, які вони висвітлюють, і погоджуються на слабке побиття очевидного. Деякі жарти приземлюються, але не надто твердо». Він додав, що перетворення Гомера у паралізованого Людину-павука було «просто не дуже кумедно», а другий сегмент серії «обіцяв багато смішного, але почав швидко провисати…»
Джош Гаррісон з «Ology» дав серії оцінку 7/10, прокоментувавши, що віддав би перевагу «епізодам, що містять триваліші, складніші сюжетні лінії, аніж збіркам пародій».
Водночас, Блер Марнелл з видання «Mandatory» дав серії оцінку 3/10, прокоментувавши, що серія є «найсильнішим аргументом для закінчення „Сімпсонів“».
У лютому 2012 року сценаристка серії Керолін Омайн здобула премію «Енні» у категорії «Найкращий сценарій анімаційної програми».
2019 року видання «Vulture» назвало сегмент «The Diving Bell and the Butterball» найгіршим серед 90 сегментів усіх «Хаток жахів».
Згідно з голосуванням на сайті The NoHomers Club більшість фанатів оцінили серію на 1/5 із середньою оцінкою 2,1/5. 2020 року за результатами голосування фанати також обрали сегмент «The Diving Bell and the Butterball» найгіршим серед 90 сегментів «Хаток жахів».